# Adolf Sigmundt
Adolf Sigmundt (* 26. September 1845 in Ulm; † April 1918 in Stuttgart) war ein deutscher Opernsänger (Tenor), Komponist und Gesangspädagoge.

## Leben
Adolf Sigmundt studierte zuerst am Polytechnikum in Stuttgart, ließ dann aber seine Stimme bei Jakob Rauscher (1800–1866) ausbilden. Später wechselte er dann zu Studien nach Berlin zu Johannes Ress (1839–1916) und Louise Ress (1843–1908) in Wien. Nach seiner Ausbildung konzentrierte sich Adolf Sigmundt zuerst allein auf den Konzertgesang und ging dann 1874 als Professor an das Genfer Konservatorium. 1879 verließ er Genf und begann eine Opernkarriere mit einer Anstellung am Opernhaus Leipzig, wo er in Gounods Faust debütierte. Es folgten Anstellungen an den Stadttheatern von Bremen und Würzburg und schließlich 1884 der Ruf an das Hoftheater Coburg. 
„Man schätzte ihn vor allem im heldischen Stimmfach in Partien wie dem Tannhäuser, dem Lohengrin, dem Manrico im ‚Troubadour‘, dem Lyonel in Flotows ‚Martha‘, dem Raoul in den ‚Hugenotten‘ von Meyerbeer und dem Eleazar in ‚La Juive‘ von Halevy“.
1892 beendete Adolf Sigmundt seine Karriere und ließ sich in Stuttgart als Gesangspädagoge nieder. In seinen letzten Jahren begann er zu komponieren und schuf etliche Lieder.

## Kompositionen
- Acht Lieder für Stimme und Klavier, veröffentlicht 1918 im Verlag von Sulze & Galler
- ‚Drei Lieder Jung Werners‘ aus dem ‚Trompeter von Säckingen‘ von Joseph Victor von Scheffel, für Stimme und Klavier op. 1–3 (1901)
- ‚Alles Stille‘ nach einem Gedicht von Julius Rodenberg, für Stimme und Klavier op. 8 (1901)
- ‚Waldeinsamkeit‘ nach einem Gedicht von Heinrich Leuthold, für Stimme und Klavier op. 10 (1901)
- ‚Frohe Botschaft‘ nach einem Gedicht von Emanuel Geibel, für gemischten Chor op. 16 (1902)
- ‚Die Glocken läuten‘ nach einem Gedicht von Adolf Böttger, für Stimme und Klavier op. 17 (1902)
- ‚Flieder‘ nach einem Gedicht von Otto Julius Bierbaum, für Stimme und Klavier op. 29 (1903)